# Баатаржавин Шоовдор
Баатаржавин Шоовдор (монг. Баатаржавын Шоовдор; нар. 20 листопада 1990) — монгольська борчиня вільного стилю, дворазова бронзова призерка чемпіонатів світу, срібна та бронзова призерка чемпіонатів Азії, дворазова бронзова призерка Кубків світу.

## Життєпис
Боротьбою почала займатися з 2010 року.

## Спортивні результати на міжнародних змаганнях

### Виступи на Чемпіонатах світу
| Змагання                        | Збірна   | Вагова категорія          | Місце  |
| ------------------------------- | -------- | ------------------------- | ------ |
| Чемпіонат світу з боротьби 2015 | Монголія | жіноча боротьба, до 58 кг | 20     |
| Чемпіонат світу з боротьби 2016 | Монголія | жіноча боротьба, до 60 кг | 9      |
| Чемпіонат світу з боротьби 2017 | Монголія | жіноча боротьба, до 60 кг | 5      |
| Чемпіонат світу з боротьби 2018 | Монголія | жіноча боротьба, до 59 кг | Бронза |
| Чемпіонат світу з боротьби 2019 | Монголія | жіноча боротьба, до 59 кг | Бронза |
| Чемпіонат світу з боротьби 2021 | Монголія | жіноча боротьба, до 59 кг | Бронза |

### Виступи на Чемпіонатах Азії
| Змагання                       | Збірна   | Вагова категорія          | Місце  |
| ------------------------------ | -------- | ------------------------- | ------ |
| Чемпіонат Азії з боротьби 2014 | Монголія | жіноча боротьба, до 58 кг | Срібло |
| Чемпіонат Азії з боротьби 2017 | Монголія | жіноча боротьба, до 60 кг | 5      |
| Чемпіонат Азії з боротьби 2018 | Монголія | жіноча боротьба, до 59 кг | Бронза |
| Чемпіонат Азії з боротьби 2021 | Монголія | жіноча боротьба, до 59 кг | Срібло |

### Виступи на Кубках світу
| Змагання                    | Збірна   | Вагова категорія          | Місце  |
| --------------------------- | -------- | ------------------------- | ------ |
| Кубок світу з боротьби 2015 | Монголія | жіноча боротьба, до 58 кг | Бронза |
| Кубок світу з боротьби 2018 | Монголія | команда                   | Бронза |
| Кубок світу з боротьби 2019 | Монголія | команда                   | 4      |

### Виступи на інших змаганнях
| Змагання                                               | Збірна   | Вагова категорія          | Місце  |
| ------------------------------------------------------ | -------- | ------------------------- | ------ |
| Відкритий кубок Монголії з боротьби 2012               | Монголія | жіноча боротьба, до 59 кг | Бронза |
| Чемпіонат світу з боротьби серед студентів 2012        | Монголія | жіноча боротьба, до 59 кг | 5      |
| Кубок Президента Бурятської Республіки з боротьби 2013 | Монголія | жіноча боротьба, до 63 кг | Бронза |
| Відкритий кубок Монголії з боротьби 2013               | Монголія | жіноча боротьба, до 59 кг | Срібло |
| Гран-прі «Іван Яригін» 2014                            | Монголія | жіноча боротьба, до 58 кг | 9      |
| Відкритий кубок Монголії з боротьби 2014               | Монголія | жіноча боротьба, до 58 кг | Золото |
| Відкритий чемпіонат Польщі з боротьби 2014             | Монголія | жіноча боротьба, до 58 кг | 10     |
| Відкритий кубок Монголії з боротьби 2015               | Монголія | жіноча боротьба, до 58 кг | Срібло |
| Відкритий чемпіонат Польщі з боротьби 2015             | Монголія | жіноча боротьба, до 58 кг | Золото |
| Гран-прі «Іван Яригін» 2016                            | Монголія | жіноча боротьба, до 58 кг | Бронза |
| Відкритий кубок Монголії з боротьби 2016               | Монголія | жіноча боротьба, до 58 кг | Бронза |
| Турнір міста Сассарі 2016                              | Монголія | жіноча боротьба, до 60 кг | Золото |
| Відкритий чемпіонат Польщі з боротьби 2016             | Монголія | жіноча боротьба, до 60 кг | Срібло |
| Гран-прі «Іван Яригін» 2017                            | Монголія | жіноча боротьба, до 60 кг | 5      |
| Відкритий кубок Монголії з боротьби 2017               | Монголія | жіноча боротьба, до 58 кг | Бронза |
| Відкритий чемпіонат Польщі з боротьби 2017             | Монголія | жіноча боротьба, до 60 кг | Срібло |
| Гран-прі «Іван Яригін» 2019                            | Монголія | жіноча боротьба, до 65 кг | 7      |
| Відкритий кубок Монголії з боротьби 2019               | Монголія | жіноча боротьба, до 59 кг | Золото |
| Кубок Президента Бурятської Республіки з боротьби 2019 | Монголія | жіноча боротьба, до 62 кг | Бронза |
| Гран-прі «Іван Яригін» 2020                            | Монголія | жіноча боротьба, до 59 кг | Золото |
| Гран-прі «Іван Яригін» 2021                            | Монголія | жіноча боротьба, до 59 кг | Золото |

### Виступи на змаганнях молодших вікових груп
| Змагання                                     | Збірна   | Вагова категорія          | Місце |
| -------------------------------------------- | -------- | ------------------------- | ----- |
| Чемпіонат Азії з боротьби серед юніорів 2010 | Монголія | жіноча боротьба, до 59 кг | 7     |